# Orthotrichum mitigatum
Orthotrichum mitigatum là một loài rêu trong họ Orthotrichaceae. Loài này được I. Hagen mô tả khoa học đầu tiên năm 1899.